# К-171
К-171 (заводской номер — 340) — советский ракетный подводный крейсер стратегического назначения, корабль проекта 667Б «Мурена».

## История
Заложена в цехе ПО «Севмашпредприятие» как крейсерская атомная подводная лодка с баллистическими ракетами 24 января 1973 года. 6 февраля того же года зачислена в списки ВМФ СССР.
4 августа 1974 года была спущена на воду. 29 декабря того же года вступила в строй.
23 января 1975 года зачислена в состав 41-й дивизии подводных лодок Северного флота. Базировалась в пос. Островной (Гремиха).
С февраля по март 1976 года в составе группы подводных лодок совершила переход с Северного на Тихоокеанский флот южным морским путём, через три океана, под командованием контр-адмирала Коробова. За успешно выполненное задание 25 мая 1976 года командиру подлодки Эдуарду Ломову и командиру БЧ-5 Юрию Таптунову было присвоено звание Героя Советского Союза.
9 апреля 1976 года вошла в состав 25-й дивизии подводных лодок Тихоокеанского флота с постоянным базированием в бухте Крашенинникова.
25 июля 1977 года переклассифицирована в ракетный подводный крейсер.
28 апреля 1992 года переклассифицирована в атомный подводный крейсер стратегического назначения.
28 марта 1995 года выведена из состава ВМФ. Утилизирована в 2001 году.

## Аварии
29 июля 1978 года при сопровождении погружения К-477, последняя ударилась о днище К-171 в районе прочно-балластных цистерн, в результате чего обе лодки получили повреждения, потребовавшие постановку лодок в док.
29 декабря того же года во время следования в район проведения ракетной стрельбы у острова Симушир при дифферентовке из-за ошибочных действий личного состава несколько тонн забортной воды заполнили аппаратную выгородку одного из двух реакторов, который в тот момент был заглушен. С целью скрыть происшествие, командир БЧ-5 Юрий Таптунов приказал откачать воду. Когда вёдрами уже невозможно было осушить труднодоступные места, командир БЧ-5 приказал отключить сигнализацию и запустить реактор на неконтролируемый разогрев, чтобы выпарить помещение.
Чуть позже он зашёл в помещение реактора вместе с капитаном 3 ранга Шаровым и старшиной команды спецтрюмных мичманом Кащук, чтобы оценить обстановку, задраив за собой переборочную дверь аппаратной выгородки. В этот момент вода в кессонах вокруг реактора вскипела - произошёл эффект скороварки. Из-за резко возросшего давлением внутри аппаратной выгородки, переборочную дверь уже не смогли открыть ни вручную, ни ломом снаружи, пока командир 7 отсека старший лейтенант Черных не догадался открыть клинкет сравнивания давления между аппаратной выгородкой и отсеком.
Когда открыли аппаратную выгородку, все трое были без сознания из-за острого теплового удара. Только тогда прошёл доклад командиру корабля и вышестоящим начальникам. Пострадавших перенесли в 5-й отсек, где и производили первичные мероприятия по оказанию первой помощи, но привести их в чувство не удалось, хотя у капитана 3-го ранга Шарова ещё полтора часа наблюдался пульс. Никто из троих пострадавших не выжил.
После доклада на флот и в Москву ракетную стрельбу отменили. 30 декабря крейсер с приспущенным флагом вернулся на базу в Петропавловск-Камчатский-53, были поставлены в известность семьи погибших.